# 2A36 Guiatsint-B
L'obusier 2A36 Guiatsint-B (en russe : Гиацинт « Jacinthe ») est une pièce d'artillerie moyenne utilisée par les Forces armées de la fédération de Russie. Il existe en version canon automoteur chenillé sans tourelle 2S5 Guiatsint-S.

## Histoire
Le 2A36 est développé à partir de 1968 en remplacement du M-46. Des prototypes sont évalués en 1971 et 1972 puis l'arme entre en service en 1975.
Le B dans le nom Guiatsint-B signifie que la pièce est tractée. Il existe une version automoteur installée sur un châssis de char le 2S5 Guiatsint-S.
Depuis la fin des années 1980, le 2A36 est progressivement remplacé par son successeur, l'obusier de 152 mm 2A65.
Le 2A36 est largement utilisé par les forces armées ukrainiennes depuis 2014 contre les séparatistes du Donbass puis contre la Russie. L'armée russe les remet en service en 2022 en raison d'un besoin important en pièces d'artillerie.

## Caractéristiques
Le 2A36 est équipé d'un bloc de culasse semi-automatique, d'une batterie hydropneumatique, qui utilise l'énergie du recul, et d'un pilon à chaîne pour le projectile et la charge propulsive. L'affut est soulevé avec un mécanisme hydraulique. Il est également équipé d'un dispositif à deux vitesses pour l'élévation.
Le canon est de calibre 152 mm et est rayé. La longueur du canon (y compris le frein de bouche) est de 8 197 mm. Le chariot est fourchu et suspendu. Il est équipé d'un système d'assistance au chargement. Fait intéressant, il est incompatible avec les anciennes munitions d'artillerie soviétiques de 152 mm et utilise un nouveau type de munitions, qui a été spécialement développé pour ces canons. Le plus souvent, il tire des obus HE-FRAG standards et assistés par fusée, ainsi que des obus HEAT et fumigènes. La portée de tir maximale avec l'obus HE-FRAG standard est de 28,5 km et de 30 à 33 km avec l'obus assisté par fusée. L'obus standard pèse 46 kg et contient 6,73 kg d'explosifs, la vitesse initiale du projectile est comprise entre 560 et 945 m/s. Ce canon était capable de tirer des obus nucléaires avec un rendement de 0,1 à 2 kT. À titre de comparaison, la bombe atomique larguée sur Hiroshima en 1945 avait un rendement de souffle d'environ 15 kT. Dans l'armée soviétique, l'existence d'obus nucléaires était tenue dans le plus grand secret. Jusqu'à présent, les obus nucléaires n'ont jamais été utilisés au combat. Certaines sources rapportent que la Russie a jeté ses stocks d'obus nucléaires pour ses systèmes d'artillerie de campagne.
Malgré leur héritage de la guerre froide, les opérateurs du 2A36 ont poursuivi un programme de modernisation pour que leurs armes continuent de fonctionner sur le champ de bataille d'aujourd'hui. Les fonctionnalités supplémentaires incluent :
- Un Système de mesure d'angle gyroscopique auto-orientable
- Une Unité de positionnement par satellite[5].

## Opérateurs

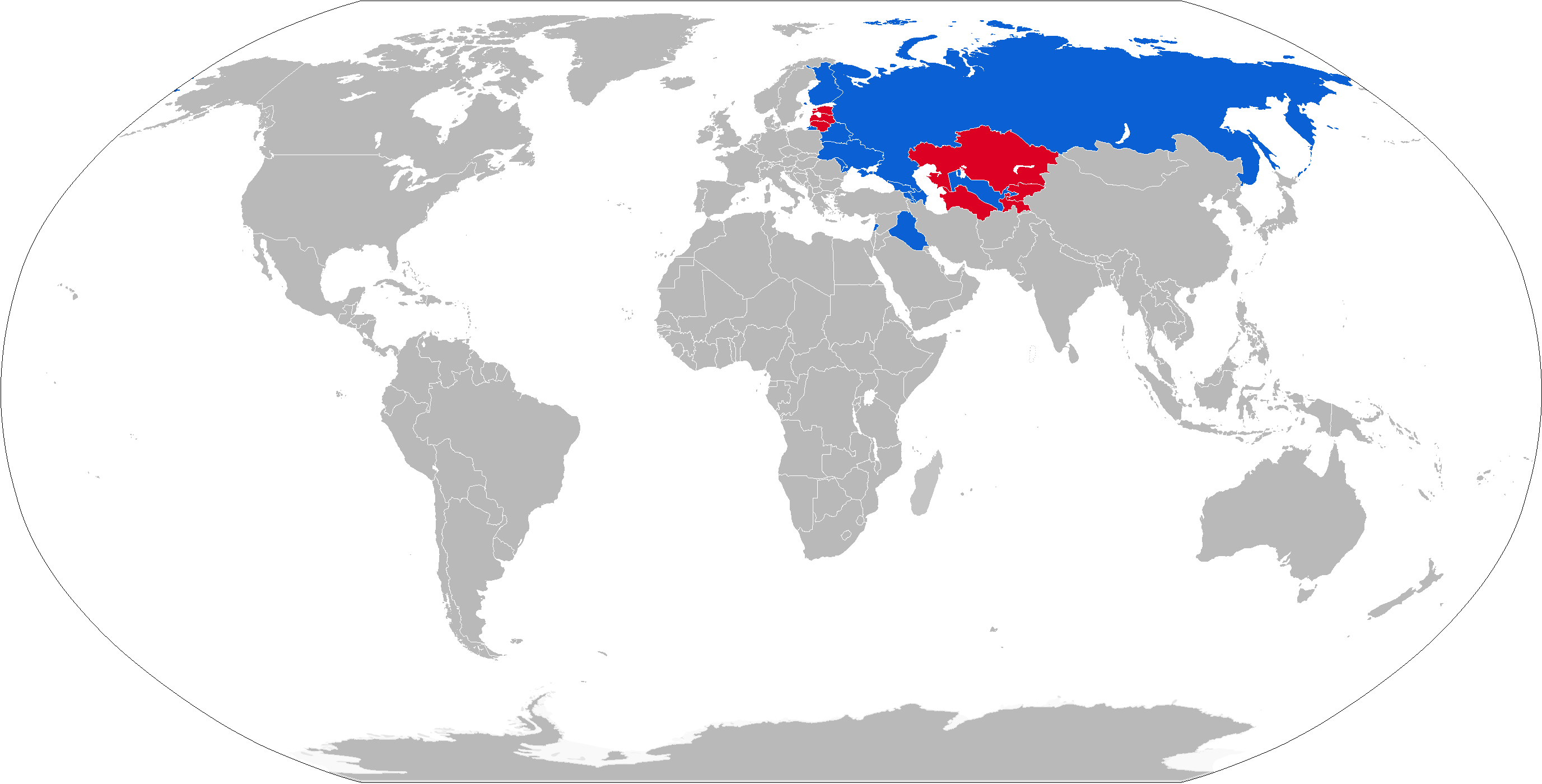
Opérateurs du 2A36 en bleu et anciens en rouge

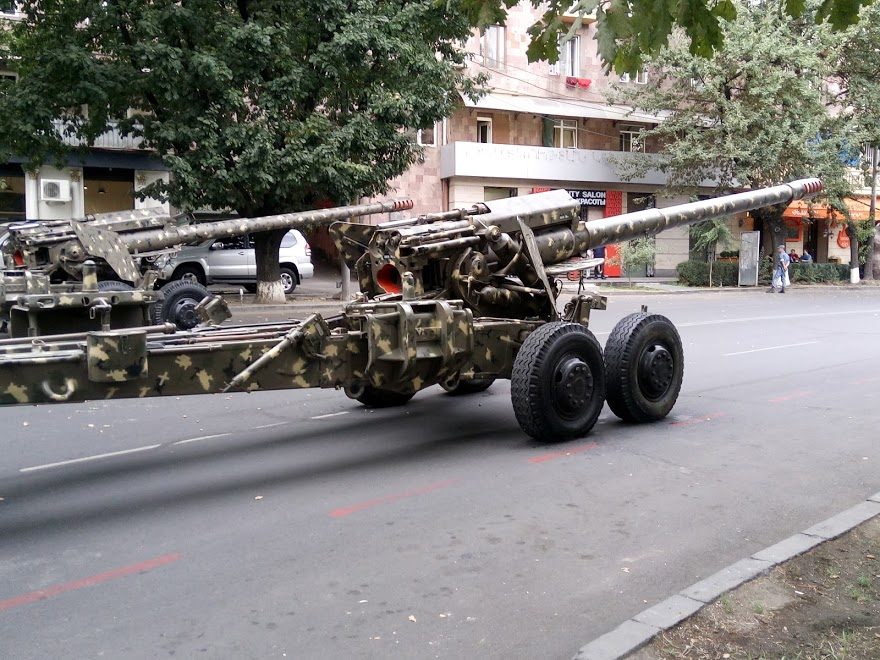
2A36 arménien à Erevan

- Arménie : 26 en service actif en 2022[6].
- Azerbaïdjan : 44 en service actif en 2022[7].
- Biélorussie
- Finlande – designé 152 K 89; 24 opérationnels en 2022 (possiblement transférés à l'Ukraine)[8].
- Géorgie : 3 en service actif en 2022[9].
- Moldavie : 20 en service actif en 2022[10].
- Haut-Karabagh
- Irak
- Russie : 50 en service actif; 1100 en réserve en 2022[11].
- Liban
- Ouzbékistan : 140 en service actif en 2022[12].
- Turkménistan : 6 en service actif en 2022[13].
- Ukraine : 180 en service actif en 2022[14].

## Anciens opérateurs
- Union soviétique – donnés aux États successeurs
- Kazakhstan
- Kyrgyzstan
- Tajikistan